# داغ بيرغوس
داغ بيرغوس (بالنرويجية البوكمول: Dag Burgos)‏ هو متزحلق نرويجي، ولد في 21 أكتوبر 1966.

## وصلات خارجية
- داغ بيرغوس على موقع أوليمبيديا (الإنجليزية)